# Leistungserbringergruppenschlüssel
Jeder Preisvereinbarung im deutschen Gesundheitswesen zwischen den Krankenkassen und den Leistungserbringern ist ein eindeutiger Leistungserbringergruppenschlüssel (LEGS) zugeordnet. Der siebenstellige Schlüssel setzt sich aus dem Abrechnungscode (AC) und dem Tarifkennzeichen (TK) der Preisvereinbarung zusammen.
Das deutsche GKV-Modernisierungsgesetz verpflichtet seit dem Jahr 2004 alle Leistungserbringer im Gesundheitswesen, mit den Krankenkassen elektronisch abzurechnen. Während die Vertragsärzte und Vertragspsychotherapeuten dies über die Kassenärztlichen Vereinigungen sicherstellen, müssen Anbieter ohne abrechnende Berufsvereinigung selbst für Bereitstellung und Übermittlung der Daten sorgen. Betroffen sind Masseure, Physiotherapeuten, Logopäden, Ergotherapeuten, Podologen usw. Konkrete Vorschriften enthalten die Richtlinien der Spitzenverbände der Krankenkassen nach § 302 Abs. 2 SGB V über Form und Inhalt des Abrechnungsverfahrens mit Sonstigen Leistungserbringern sowie mit Hebammen und Entbindungspflegern (§ 301a SGB V).
In allen Preisvereinbarungen sind für die Leistungen auch entsprechende eindeutige Positionsnummern festgelegt. Wird also im Zuge der Abrechnung ein LEGS übermittelt, zu dem eine abzurechnende Position nicht festgelegt wurde, wird die Leistung nicht bezahlt und die Rechnung zurückgewiesen bzw. der Betrag gekürzt.

## Abrechnungscode
Der Abrechnungscode ist eine zweistellige Ziffer zur Bezeichnung der Berufsgruppe oder Leistungsart. Er wird dem Leistungserbringer mit seiner Zulassung oder Anerkennung durch den Kostenträger oder anerkennenden Verband (z. B. im Behindertensport durch den jeweiligen Landesverband) mitgeteilt. Die für die jeweiligen Berufsgruppen geltenden ACs sind in den Schlüsselverzeichnissen der besonderen Teile des Sozialgesetzbuchs (SGB) festgelegt (z. B. im § 105 SGB XI, Anlage 3).

## Tarifkennzeichen
Das Tarifkennzeichen ist eine fünfstellige Ziffer zur Bezeichnung der Preisvereinbarung. Die ersten beiden Stellen geben den Geltungsbereich des Vertrages an, die letzten drei Stellen bezeichnen die laufende Vertragsnummer. Die Art der Vergabe der Tarifkennzeichen ist nicht geregelt und steht im Ermessen der vergebenden Kostenträger.

## Beispiel
Im LEGS 2213700 steht 
- der AC 22 für "Krankengymnasten und Physiotherapeuten"
- 13 im TK für das Länderkennzeichen aller Preisvereinbarungen in Sachsen
- 700 im TK für die Vertragsnummer

## Weblink
- Informationsbroschüre zum Datenaustausch im Abrechnungsverfahren nach § 302 SGB V (PDF) (201 kB)